# 特待生
特待生（とくたいせい）とは、入学試験や在学中の成績優秀者等に対して、学費の一部、もしくは全てが免除されたり、奨学金の支給などの特別な待遇を受ける学生や生徒である「特別待遇学生」「特別待遇生徒」の略語、また制度そのものを示す言葉として、教育現場等で広く用いられている。

## 概要
以前は、主として私立学校の一部（主に大学や高等学校、中学校）や専修学校、予備校などが、優秀な生徒や学生の確保、または優秀な卒業生輩出等の名声を得るために、この制度を用いていたが、2004年4月からの国立大学法人化や、公立大学法人化等に伴い、国公立大学などでも導入する動きが広まっている。しかしながら依然として私立の大学までの一貫校において盛んである。また、一般的な奨学金制度と違い、金銭的・経済的に比較的余裕がある家庭の学生や生徒にも対象になることもある。

## 選考基準
特待生の選考基準としては、主として以下の通りである。
1. 入学試験での成績優秀者。
2. 在学中の学業成績優秀者。
3. 授業出席率等の学業態度が他の模範たる（皆勤・精勤）者。
4. スポーツや文化活動などにおいて、優秀な成績を収めた者。かつ入学後もその活躍が期待できる者（ただし、野球に関しては日本学生野球憲章で金品の授受を禁じているため、野球部では（野球活動による）特待生制度を採用することも規制されている）。
5. 資格や検定試験などの有資格者、または成績優秀者。

1と2は特に併せて選考されることが多い（首席次席で入学した者が、他の多数の者の後塵を拝する成績で卒業するケースがあるため）。

## 注意点
特待生の制度を利用する場合、以下の点に気を付ける。
- 選考基準は、各学校によって大きく異なるため、入試要項などを十分比較すること。
- 特待生に選考されても、授業態度や成績、あるいは在学中の不祥事等の素行により、資格が剥奪される場合もある。
- 学費減免の際、他の奨学制度を併せて申請しようとした場合、申請が通らない場合もある。